# 호니엘리 고메스 두스 산투스
호니엘리 고메스 두스 산투스(포르투갈어: Ronieli Gomes dos Santos, 1991년 4월 25일 ~ )는 호니라고도 잘 알려져있는 브라질의 축구 선수이다. 현재 캄페오나투 브라질레이루 세리이 D의 URT에서 활약하고 있다.

## 클럽 경력
호니는 상파울루에서 유소년 생활을 시작하였다. 2008년에 성인 팀으로 승격되어 코파 리베르타도레스에 참가할 명단에 선발되었고, 16번 등번호를 받기도 하였다. 2010년 터키 1부 리그의 카르시으야카에 임대되어 뛰었다. 2011년 1월에는 프리미어리그의 블랙번 로버스로 이적한다는 루머가 돌았다.
2011년 7월 26일, K리그의 경남 FC로 이적하였다.

## 수상 경력

### 국가대표
- U-17 세계 인터클럽 챔피언십: 2007, 2008

### 개인
- U-15 영국 나이키컵 득점왕:2006
- U-17 세계 인터클럽 챔피언십 득점왕: 2007
- 캄페오나투 파울리스타 U-20 최우수 선수: 2010